# Papp Sándor (történész)
Papp Sándor László (Gyoma, 1965. április 5. – ) történész, egyetemi tanár, a Szegedi Tudományegyetem és korábban a Károli Gáspár Református Egyetem oktatója.

## Élete
1965-ben született Gyomán. Felsőfokú tanulmányait az 1985/86. tanévben kezdte a szegedi Juhász Gyula Tanárképző Főiskola magyar-történelem szakán, de emellett a József Attila Tudományegyetem is hallgatott órákat. Több kutatást folytatott Törökországban. 1998-ban szerezte meg a Phd fokozatát az Universität Wien-en. 2011-ben habilitált a Szegedi Tudományegyetem, majd 2015-ben az Magyar Tudományos Akadémia a DSc fokozatot ítélte meg neki. 1994-től a József Attila Tudományegyetem (ma Szegedi Tudományegyetem) Középkori és koraújkori magyar történeti tanszék oktatója, majd tanszékvezető egyetemi tanára. Emellett 1999-től 2013-ig a Károli Gáspár Református Egyetem Kora újkori magyar és egyetemes történeti tanszékén is tanított. Kutatási területe a kora újkori Magyarország története; az Oszmán Birodalom és vazallus államainak története; Erdély, Moldva és Havasalföld története.

## Művei

### Önálló művek
- Die Verleihungs-, Bekräftigungs- und Vertragsurkunden der Osmanen für Ungarn und Siebenbürgen, Bécs: Verlag der Österreichischen Akademie der Wissenschaften; Akadémiai Kiadó, 2003. 407 p. (Schriften der Balkan-Kommission der Österreichischen Akademie der Wissenschaften; 42.)
- Török szövetség - Habsburg kiegyezés, Budapest: Károli Gáspár Református Egyetem; L'Harmattan Kiadó, 2014. 402 p. (Károli Könyvek)

### Könyvfejezetek
- A török béke kérdése a Dózsa-féle parasztháború idején., In: Szerk.: Egyed Emese, Szerk.: Pakó László CERTAMEN III. ELŐADÁSOK A MAGYAR TUDOMÁNY NAPJÁN AZ ERDÉLYI MÚZEUM-EGYESÜLET I. SZAKOSZTÁLYÁBAN. Kolozsvár: Erdélyi Múzeum-Egyesület (EME), 2016. pp. 229–243.
- Bethlen Gábor hatalomra kerülése., In: Szerk.: Hermann Róbert Nemzetmentők vagy megalkuvók?: Kollaboránsok a magyar történelemben. Kolozsvár: Komp-Press Kiadó, 2015. pp. 61–92.
- Habsburg İmparatorluğu Tuna Donanmasɪnɪn Yeniden Yapɪlandɪrɪlmasɪ Üzerine Yeni Planlar, In: Szerk.: Şakir Batmaz, Szerk.: Özen Tok Osmanlı Devleti’nde Nehirler ve Göller. Kayseri: Erciyes Üniversitesi, 2015. pp. 87–102.
- Újabb adatok Bethlen Gábor hatalomra kerülése történetéhez, In: Szerk.: Dáné Veronka, Szerk.: Horn Ildikó, Szerk.: Lupescu Makó Mária, Szerk.: Oborni Teréz, Szerk.: Rüsz-Fogarasi Enikő, Szerk.: Sipos Gábor Bethlen Erdélye, Erdély Bethlene: A Bethlen Gábor trónra lépésének 400. évfordulóján rendezett konferencia tanulmányai. Kolozsvár: Erdélyi Múzeum-Egyesület (EME), 2014. pp. 36–47.
- Gesetzliche Garantien für die christlichen Gemeinden im Osmanischen Reich. Überlegungen zur Vertragsurkunden der Franziskaner in Bosnien im Kontext der Diskussion um das Millet-System, In: Szerk.: Robert Born, Szerk.: Andreas Puth Osmanischer Orient und Ostmitteleuropa: Perzeptionen und Interaktionen in den Grenzzonen zwischen dem 16. und 18. Jahrhundert. Stuttgart: Franz Steiner Verlag, 2014. pp. 301–320.
- Eine „verfälschte” sultanische Bestallungsurkunde (Berât oder Menşur) an den Fürsten Siebenbürgens Sigismund Rákóczi (1607)., In: Szerk.: Zsuzsanna Cziráki, Szerk.: Anna Fundárková, Szerk.: Orsolya Manhercz, Szerk.: Zsuzsanna Peres, Szerk.: Márta Vajnági Wiener Archivforschungen: Festschrift für den ungarischen Archivdelegierten in Wien, István Fazekas. Wien: Institut für Ungarische Geschichtsforschung in Wien; Ungarische Archivdelegation beim Haus-, Hof- und Staatsarchiv, Wien, 2014. pp. 121–132. (Publikationen der Ungarischen Geschichtsforschung in Wien; 10.)
- II. Rákóczi György és a Porta, In: Szerk.: Kármán Gábor, Szerk.: Szabó András Péter Szerencsének elegyes forgása: II. Rákóczi György és kora. Budapest: L'Harmattan; Transylvania Emlékeiért Tudományos Egyesület, 2009. pp. 99–170.
- Magyarország és az Oszmán Birodalom (a kezdetektől 1540-ig). Közép-Európa harca a török ellen a 16. század első felében. (Szerk.: Zombori, István) Budapest, 2004. 37-90. METEM és Historia Ecclesiastica Hungarica
- Hungary and the Ottoman Empire (From the Beginning to 1540). Fight Against the Turk in Central-Europe in the First Half of the 16th Century. (Ed.: Zombori István) Budapest, 2004. 37-90. METEM and Historia Ecclesiastica Hungarica